# Heinrich Möller (Gewerkschafter)

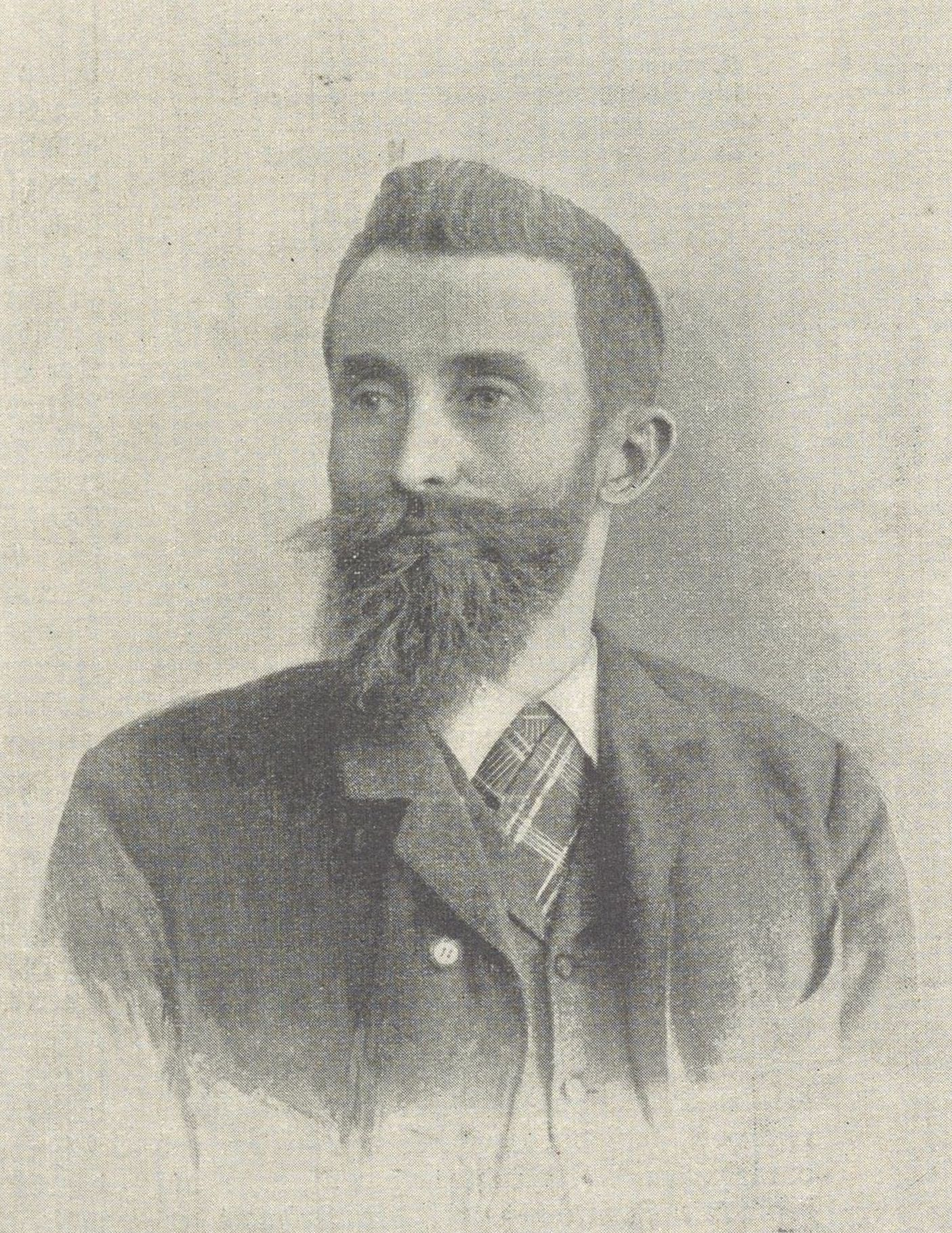
Heinrich Möller

Heinrich Möller (* 30. Juli 1850 in Hohwege an der Ruhr; † 22. April 1902 in Oberlangenbielau) war ein deutscher Gewerkschafter und sozialdemokratischer Politiker. 

## Leben
Möller war bis 1878 Bergarbeiter im Ruhrgebiet. Danach war er bis 1887 Grubenbeamter. Er war zunächst Abteilungs-Steiger und schließlich stellvertretender Betriebsleiter. Danach war er wieder nur Bergarbeiter und schließlich Berginvalide.
Beim großen Bergarbeiterstreik im Ruhrgebiet von 1889 war er Schriftführer des Streikkomitees. Nach der Gründung des später freigewerkschaftlichen Alten Verbandes war er zwischen 1890 und 1891 Redakteur der Verbandszeitschrift „Zeitung deutscher Bergarbeiter“. Wegen Vergehen gegen die Pressegesetze wurde Möller 1891 zu fünfzehn Monaten Gefängnis verurteilt. Danach war er bis Mai 1893 Schriftführer des Alten Verbandes. Nach dem „Essener Meineidsprozeß“ war er von 1895 bis 1901 Vorsitzender der Gewerkschaft.
Möller gehörte dem Reichstag für die SPD in der elften Legislaturperiode von 1893 bis 1898 für den Wahlkreis Breslau 10 (Waldenburg in Schlesien) an.